# Mehrländer-Staatsanwaltschafts-Automation
Die Mehrländer-Staatsanwaltschafts-Automation (MESTA) ist ein technisches Unterstützungssystem in einem Länderverbund in Deutschland, das die Verfahrensverwaltung der Amtsanwaltschaften, Generalstaatsanwaltschaften und  Staatsanwaltschaften in den Bundesländern Berlin,  Brandenburg, Hamburg, Hessen, Mecklenburg-Vorpommern, Nordrhein-Westfalen, und Schleswig-Holstein unterstützt und derzeit an ca. 10.000 Arbeitsplätzen eingesetzt wird.

## Allgemeines
MESTA unterstützt die Aufgaben der Generalstaatsanwaltschaften der Amts- und der Staatsanwaltschaften u. a. in den Bereichen:
Eintragung von Verfahren in verschiedene Register, z. B. AR, Js, Js-OWi, UJs, (Register) sowohl im Rahmen des Datenaustauschs (xJustiz) als auch manuell
- Verfahrensauszeichnung
- Personenbezogene Erfassung des aktuellen Verfahrensstandes
- Rollenbasierte Schutzstufen
- Aktenkontrolle
- Fristenkontrolle
- Automatisierte Anfragen und Mitteilungen
- Strafvollstreckung (z. B. Freiheitsstrafe, Geldstrafe, Gesamtstrafe)
- Aktenarchivierung und -aussonderung, sowie Abgabe an das Staatsarchiv
- Vertretungsregelungen
- Verwaltung von Abwesenheiten
- Sitzungseinteilung
- Terminsrolle und -auskunft

Die Erstellung von Statistiken und Berichten ist ebenso implementiert wie die Berechnung von PEBB§Y und der Strafvollstreckungsstatistik.
Kernstück soll zukünftig die „elektronische Akte“ sein, die allen Verfahrensbeteiligten kurzfristigen Zugang auf Verfahrensdokumente per Onlinezugriff ermöglicht. Zudem sollen Schriftsätze auf digitalem Weg eingereicht werden können. Rechtliche Grundlage ist das Justizkommunikationsgesetz (JKomG).
Pilotiert werden derzeit sowohl das elektronische Ordnungswidrigkeitenverfahren (eOWi) als auch in einigen Verbundstaatsanwaltschaften die elektronische Geldstrafenvollstreckung (eGSV), welche in Hamburg und Hessen bereits erfolgreich im Echtbetrieb eingesetzt wird.
MESTA wird dabei durch verschiedene Zusatzprogramme (Schreibwerkerstellung, Kostenbearbeitung, Strafzeitberechnung) ergänzt. Eine Übergabe von Daten an diese Programme ist ebenso möglich, wie der Im- und Export mittels der Schnittstelle xJustiz zu @artus (Artus), BZR, ComVor, KBA (FAER), OWi-Behörden (OWi21), StatLA, VISA-Warndatei, ZStV u. a.

## Rechtsgrundlage und Lösch-Zeitpunkte
Rechtsgrundlage für MESTA sind die §§ 483 – 491 der StPO („Dateiregelung“) seit 1999. Geregelt sind u. a. der Zweck der Datenerhebung und -speicherung, die Datenverwendung, die Datenübermittlung, die Speicherdauer und das Auskunftsrecht von Betroffenen. Nach § 490 StPO hat jede speichernde Stelle (Staatsanwaltschaft) eine Errichtungsanordnung zu erstellen.
Die Schriftgutaufbewahrungsverordnung (SchrAV) schreibt auch bei eingestellten Ermittlungsverfahren eine Mindest-Aufbewahrungs-Dauer der Akten von fünf Jahren vor (Nr. 622 Buchstabe d), Nr. 721 Buchstabe j) der Anlage zur SchrAV), eine Einzelfallprüfung lässt jedoch eine frühere Löschung zu.
Am Löschungszeitpunkt (T) „Teillöschung“ erfolgt die Löschung nach in § 489 Abs. 1 Nr. 1 und Abs. 2 StPO aller Daten, die nicht für Zwecke künftiger Strafverfahren (§ 484 Abs. 1 und 2 StPO) oder zum Zwecke der Vorgangsverwaltung (§ 485 StPO) gebraucht werden.
Am Löschungszeitpunkt (V) „Reduzierung auf Vorgangsverwaltung“ erfolgt die Löschung nach § 489 Abs. 1 Nr. 2  und Abs. 3 StPO.
Am Löschungszeitpunkt (A) „Vernichtung der Akten“ bzw. „Vernichtung aufzubewahrende Schriftstücke“ erfolgt die Löschung nach § 489 Abs. 1 Nr. 3 StPO.

## Statistische Angaben

### Berlin
Am 27. Juli 2017 waren in MESTA in der Datenbank M_PERSON 4.402.557 Personen erfasst, dazu kommen in der Datenbank M_EXTPERS 30.783 Rechtsanwälte und Sachverständige und in der Datenbank M_MITARBEITER 1.928 Mitarbeiter.

### Hessen
In Hessen werden die Daten dezentral in den jeweiligen Strafverfolgungsbehörden erfasst, sodass keine Aussage zur Anzahl der jeweils erfassten Datensätze in der Amtsanwalt-, Generalstaatsanwaltschaft und Staatsanwaltschaften getätigt werden kann.

## Bundesländer

### Berlin
Nach dem Scheitern der Entwicklung eines landeseigenen Modesta-Systems entschloss sich auch das Bundesland Berlin im Jahr 2009, in die Prüfung des Beitritts zum MESTA-Verbund einzutreten.
Der offizielle Beitritt Berlins zum Mesta-Verbund ist Ende Juni 2010 erfolgt. Am 2. Januar 2012 ist MESTA erfolgreich bei den drei Berliner Strafverfolgungsbehörden eingeführt worden. Die Umstellung auf MESTA 3.2 ist Ende 2016 erfolgt, derzeit ist Version 3.4 im Echtbetrieb.

### Brandenburg
MESTA wird seit 2007 eingesetzt, 2016 wurde flächendeckend auf MESTA 3.2 umgestellt, Version 3.4.2 ist derzeit im Echtbetrieb.

### Hamburg
Hamburg wechselte im November 2015 von Version 2.10 auf 3.2, derzeit ist Version 3.4.2 im Echtbetrieb.

### Hessen
Ab Januar 1998 wurde MESTA in den Staatsanwaltschaften Fulda Limburg und Gießen pilotiert und 1999 erfolgreich landesweit eingeführt. Version 3.2 wurde ab Juni 2015 bei der Staatsanwaltschaft Hanau, ab November bei den Staatsanwaltschaften in Kassel und Wiesbaden pilotiert. In den übrigen Behörden wurde MESTA 3.2 bis September 2016 aktualisiert, wobei MESTA 2.1 als Fall-back-Möglichkeit parallel bis mindestens Jahresende 2017 zur Verfügung stand. Derzeit wird Version 3.4.2 im Echtbetrieb eingesetzt.

### Mecklenburg-Vorpommern
Seit Ende 2015 wurde MESTA landesweit in Version 3.2 betrieben, Version 3.4.2 ist derzeit im Echtbetrieb.

### Nordrhein-Westfalen
2009 wurde MESTA 2.10 erfolgreich eingeführt. Ab November 2014 wurde Version 3.2 bei der Staatsanwaltschaft Krefeld und ab März 2015 bei der Staatsanwaltschaft in Arnsberg pilotiert. Inzwischen wurden auch die übrigen Dienststellen auf MESTA 3.2 umgestellt. Derzeit ist Version 3.4.2 im Echtbetrieb.

### Schleswig-Holstein
Schleswig-Holstein hat im November 2015 von Version 2.10 auf 3.2 gewechselt. Derzeit ist Version 3.4.2 im Echtbetrieb.

## Versionen
Während die Version 2.10 unter Uniface auf allen damals gängigen Windowssystemen lief, war in ihr keine „Mehrfensterunterstützung“ implementiert. Die aktuelle Version 3.4 ermöglicht windowskonform das Arbeiten in mehreren Fenstern, wobei maximal zwei Verfahren gleichzeitig geöffnet sein können. Eine moderne Grafikoberfläche mit einer rechteabhängigen und vom Benutzer zu priorisierenden Baumstruktur ergänzen das zeitgemäße Erscheinungsbild.
3.2 ist eine Neuprogrammierung auf Java-Basis mit aktueller Drei-Schicht-Architektur (Client, Applikations- und Datenbank-Server).
3.3, seit Oktober 2017 eingesetzt, ist eine Fortentwicklung der Version 3.2. Neben technischer Anpassungen gem. geänderter Rechtslage wurden hier vor allem Änderungen in Bezug auf eine bisher noch nicht implementierte Barrierefreiheit gemäß EN ISO 9241 umgesetzt.
3.4, seit Januar 2022 eingesetzt, erweitert MESTA um statistische Erfassung für Audiovisuelle Vernehmung (GenStA-Modul), Vermögensabschöpfung innerhalb der EU, sowie die Verfahrensabgabe an die Europäische Staatsanwaltschaft.